# Álvaro Jiménez Alonso
Álvaro Jiménez Alonso, nascut a Torre del Mar (Vélez-Málaga, Andalusia) el 29 de febrer de 2000) és un esportista espanyol que competeix en atletisme adaptat, especialitzat en llançament de pes.
Álvaro Jiménez actualment ostenta el rècord d'Espanya de la seva especialitat (classe F-41) amb 9.65 metres, aconseguit el 12 de juliol de 2025 al Campionat Nacional d'Espanya, celebrat a Fuenlabrada.
Es va estrenar com a esportista en el club Clíniques Rincón (després Rincón Fertilidad) de Vélez-Málaga competint en llançament de pes, disc i javelina. En 2019 es va integrar en el Club d'Atletisme Adaptat Saiatu-Javi Conde, de Basauri, compaginant l'entrenament esportiu amb els estudis d'Enginyeria Civil.
Álvaro Jiménez ha estat diverses vegades campió d'Espanya tant en llançament de javelina com en pes, especialitat aquesta última en la qual va acabar concentrant-se, i en la qual ja ha guanyat els campionats d'Espanya d'Atletisme Adaptat de 2020, 2021, 2022 i 2023.
En 2021 va superar en 13 cm la marca mínima per a representar a Espanya en uns Campionats d'Europa,7.50 m, convertint-se així en el primer espanyol de talla baixa que l'aconsegueix.
En el Grand Prix de París 2022 d'atletisme adaptat, celebrat els dies 9 i 10 de juny, va quedar cinquè en llançament de pes F41 amb 8.08 metres, la qual cosa va suposar un nou rècord d'Espanya.

## Competicions internacionals
| Representant a Espanya \| Any \| Competició \| Seu \| Lloc \| Prova \| Marca \| \| ---- \| ----------------- \| --------- \| ---- \| ----- \| ------ \| \| 2021 \| Campionat Europeu \| Bydgoszcz \| 5.º \| Pes \| 7.96 m \| | Representant a Espanya \| Any \| Competició \| Seu \| Lloc \| Prova \| Marca \| \| ---- \| ----------------- \| --------- \| ---- \| ----- \| ------ \| \| 2021 \| Campionat Europeu \| Bydgoszcz \| 5.º \| Pes \| 7.96 m \| | Representant a Espanya \| Any \| Competició \| Seu \| Lloc \| Prova \| Marca \| \| ---- \| ----------------- \| --------- \| ---- \| ----- \| ------ \| \| 2021 \| Campionat Europeu \| Bydgoszcz \| 5.º \| Pes \| 7.96 m \| | Representant a Espanya \| Any \| Competició \| Seu \| Lloc \| Prova \| Marca \| \| ---- \| ----------------- \| --------- \| ---- \| ----- \| ------ \| \| 2021 \| Campionat Europeu \| Bydgoszcz \| 5.º \| Pes \| 7.96 m \| | Representant a Espanya \| Any \| Competició \| Seu \| Lloc \| Prova \| Marca \| \| ---- \| ----------------- \| --------- \| ---- \| ----- \| ------ \| \| 2021 \| Campionat Europeu \| Bydgoszcz \| 5.º \| Pes \| 7.96 m \| | Representant a Espanya \| Any \| Competició \| Seu \| Lloc \| Prova \| Marca \| \| ---- \| ----------------- \| --------- \| ---- \| ----- \| ------ \| \| 2021 \| Campionat Europeu \| Bydgoszcz \| 5.º \| Pes \| 7.96 m \| |
| Any | Competició | Seu | Lloc | Prova | Marca |
| --- | --- | --- | --- | --- | --- |
| 2021 | Campionat Europeu | Bydgoszcz | 5.º | Pes | 7.96 m |

## Campionats d'Espanya[calcitació]
- Campió d'Espanya de llançament de pes adaptat (2020, 2021, 2022, 2023, 2025)

## Televisió
- 2023: El conquistador, com a concursant.[5]